# Lanius
Lanius (Linnaeus, 1758) è un genere di uccelli passeriformi della famiglia Laniidae.
Al genere vengono ascritti gran parte degli uccelli noti col nome comune di avèrle.

## Etimologia
Il nome scientifico del genere, Lanius, deriva dal latino e significa "macellaio" (cfr. col verbo "dilaniare", di medesima etimologia), in riferimento alle abitudini alimentari delle averle.

## Descrizione

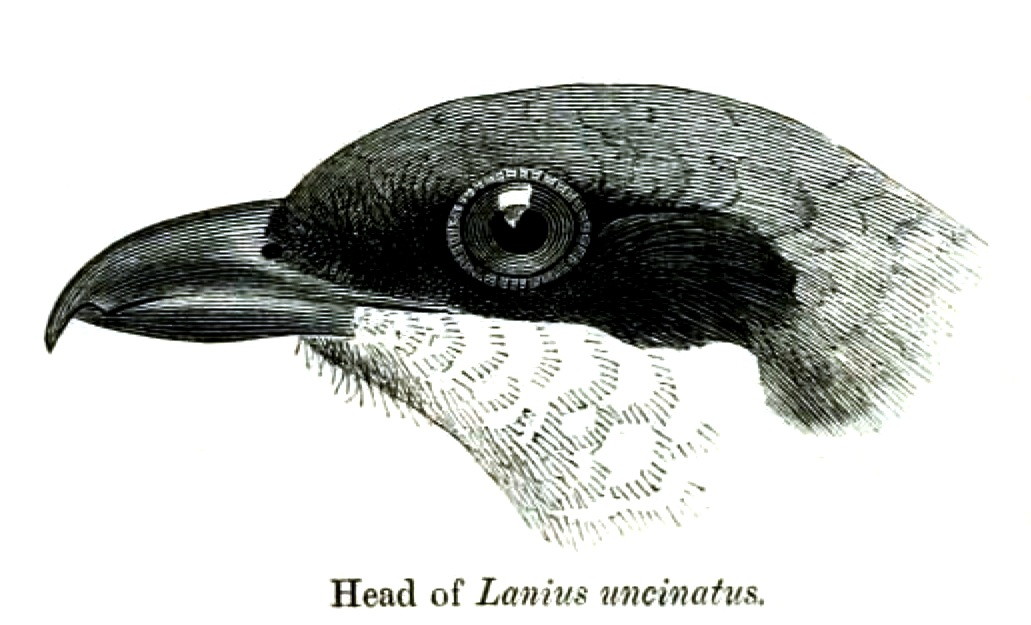
Primo piano di L. meridionalis mette in evidenza il becco uncinato.

Si tratta di uccelli di dimensioni medio-piccole, che vanno dai 14 cm dell'averla di Emin agli oltre 30 cm dell'averla grigia cinese: la maggior parte delle specie misura circa una ventina di centimetri di lunghezza.
Le averle sono uccelli dall'aspetto robusto e massiccio, caratterizzati da una grossa testa ovale e allungata con becco forte e uncinato, forti zampe piuttosto corte, ali arrotondate e coda lunga e sottile dall'estremità squadrata.
Il piumaggio presenta colorazione sobria, generalmente chiara sull'area ventrale (gola, petto e ventre) e grigio, bruno o nerastro su quella dorsale (ali, dorso e coda): fronte, vertice e nuca presentano generalmente colorazione differente rispetto al resto del corpo, mentre sulla faccia è presente una mascherina nera. Le specie dell'Africa orientale e meridionale tendono a presentare quasi sempre colorazione bianca e nera.

I due sessi sono generalmente simili.

## Biologia

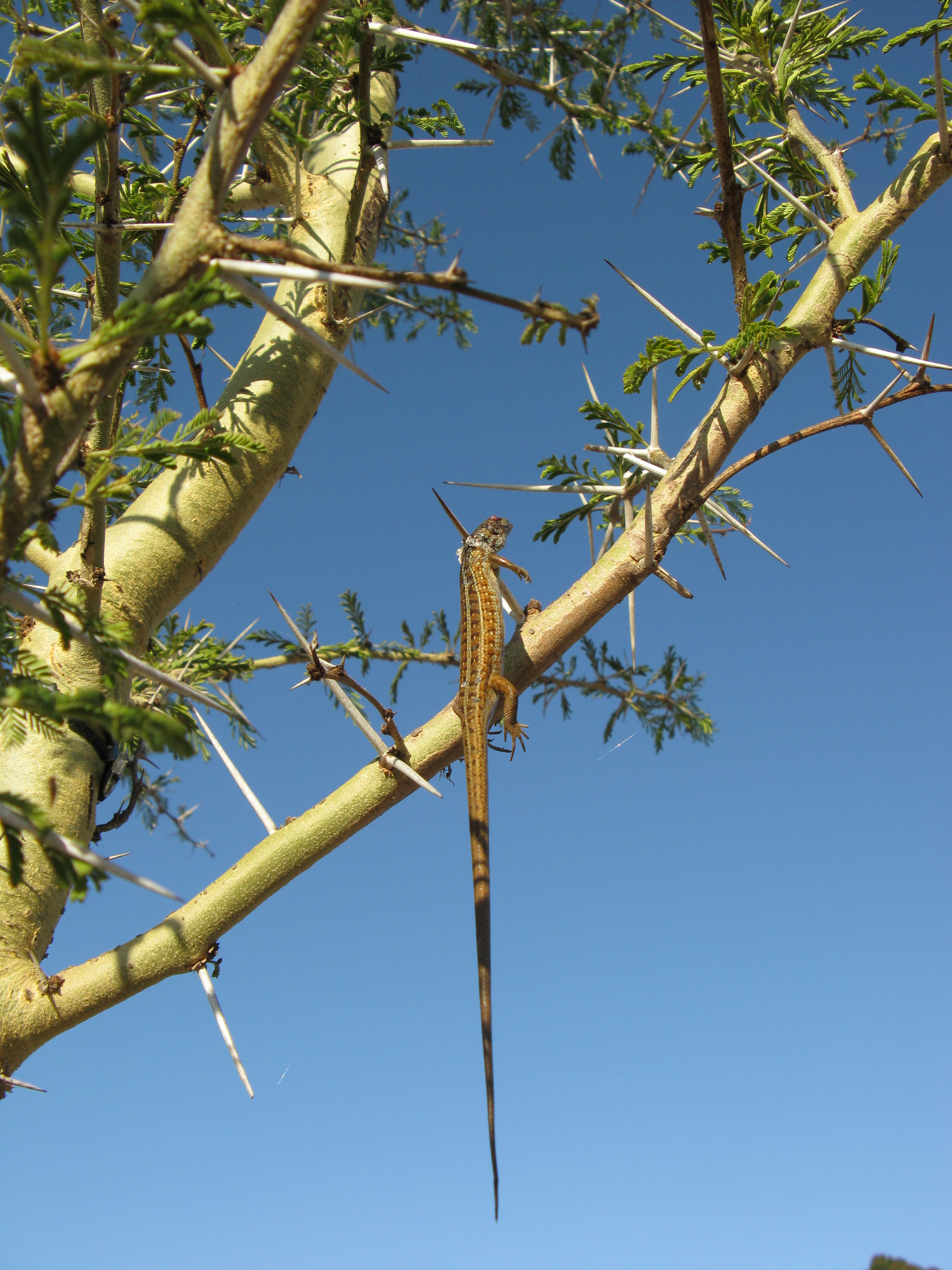
Scinco del capo impalato su spine d'acacia da fiscal meridionale a Somerset West.

Le averle sono uccelli dalle abitudini di vita diurne, che vivono da soli o in coppie e si dimostrano molto territoriali.
La dieta di questi uccelli è in massima parte insettivora, componendosi perlopiù di grossi insetti ed altri invertebrati, ma comprendendo di tanto in tanto anche piccoli vertebrati. Quando le prede sono abbondanti, le averle sono solite infilzarle su oggetti appuntiti (spine di cespugli, filo spinato) per poterle consumare in seguito oppure semplicemente per poterle alla bisogna spezzettare in unità più facilmente gestibili.
Si tratta di animali monogami: ambedue i sessi (in alcuni casi coadiuvati da alcuni aiutanti, in genere giovani di precedenti covate) collaborano nella costruzione del nido a coppa, nella cova delle 3-5 uova e nell'allevamento della prole.

## Distribuzione e habitat
Il genere presenta ampia diffusione che comprende gran parte dell'Eurasia (dalla penisola iberica alla Kamchatka fino all'Irian Jaya) e l'Africa, con due specie (l'averla settentrionale, olartica, e l'averla stolida, endemica) diffuse in Nordamerica.
Le averle colonizzano una grande varietà di ambienti, dalla foresta pluviale alla taiga boreale attraverso savana e macchia mediterranea: tratto comune è la predilezione di tutte le specie per le radure con singoli alberi in evidenza, dai quali sia possibile tenere facilmente d'occhio i dintorni.
La maggior parte delle specie dei climi temperati è stanziale, mentre quelle diffuse nelle aree a stagionalità più marcata effettuano migrazioni anche di portata rilevante: è interessante notare che le averle non perdono la loro spiccata territorialità nemmeno durante l'evento migratorio.

## Tassonomia
Al genere vengono ascritte 29 specie:
- Lanius tigrinus Drapiez, 1828 - averla tigrata
- Lanius souzae Barboza du Bocage, 1878 - averla di Souza
- Lanius bucephalus Temminck & Schlegel, 1845 - averla taurina
- Lanius cristatus Linnaeus, 1758 - averla bruna
- Lanius collurio Linnaeus, 1758 - averla piccola
- Lanius isabellinus Hemprich & Ehrenberg, 1833 - averla daurica
- Lanius phoenicuroides (Schalow, 1875) - averla codirossa
- Lanius collurioides Lesson, 1832 - averla birmana
- Lanius gubernator Hartlaub, 1882 - averla di Emin
- Lanius vittatus Valenciennes, 1826 - averla dorsobaio

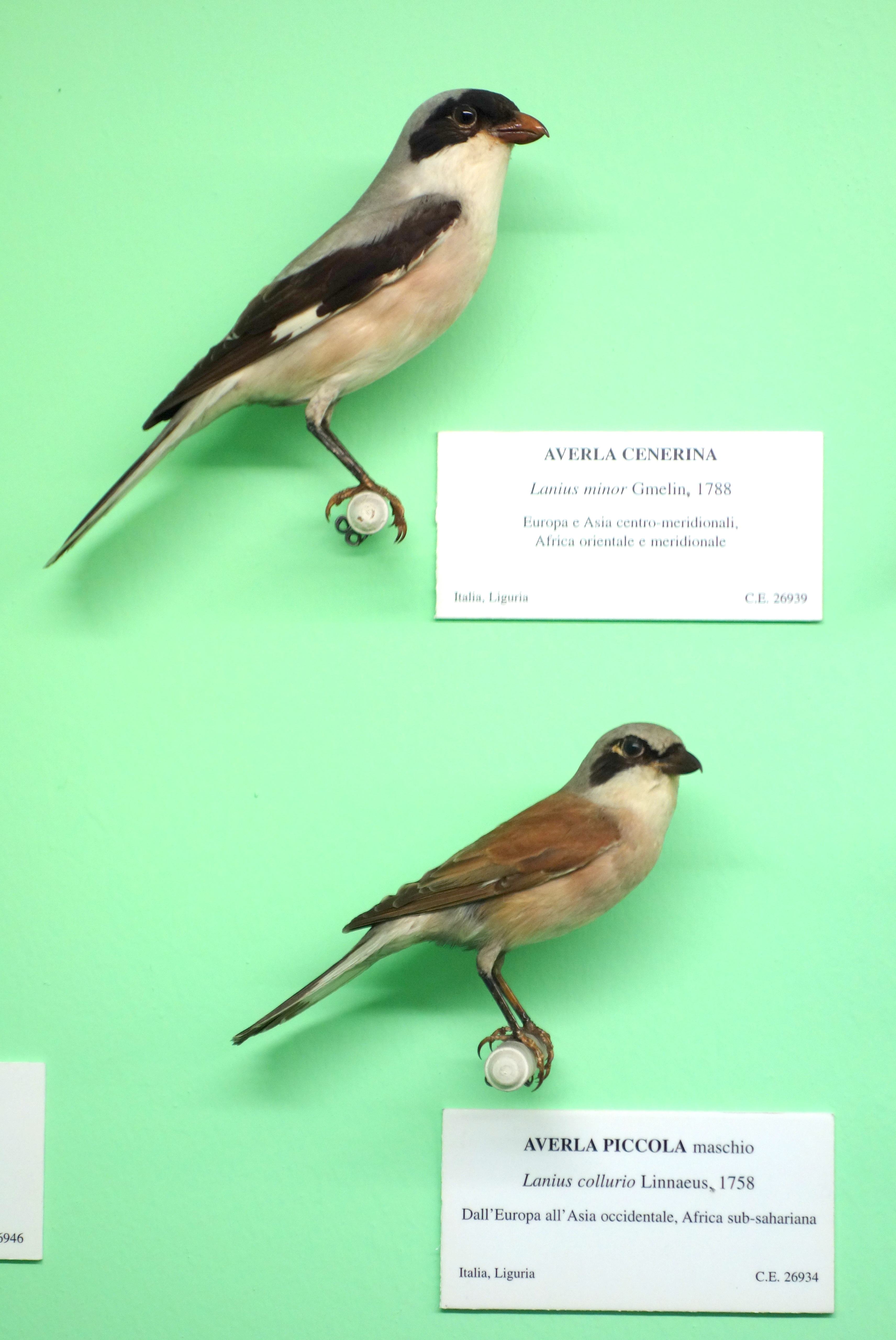
In alto L. minor
In basso L. collurio
Foto scattata al museo di storia naturale Giacomo Doria.

- Lanius schach Linnaeus, 1758 - averla dalla coda lunga
- Lanius tephronotus (Vigors, 1831) - averla dorsogrigio
- Lanius validirostris Ogilvie-Grant, 1894 - averla delle Filippine
- Lanius mackinnoni Sharpe, 1891 - averla di MacKinnon
- Lanius minor Gmelin, 1788 - averla cenerina
- Lanius ludovicianus Linnaeus, 1766 - averla stolida
- Lanius borealis Vieillot, 1808 - averla settentrionale
- Lanius excubitor Linnaeus, 1758 - averla maggiore
- Lanius meridionalis Temminck, 1820 - averla iberica
- Lanius sphenocercus Cabanis, 1873 - averla maggiore cinese
- Lanius excubitoroides Prévost & des Murs, 1847 - averla cenerina africana
- Lanius cabanisi Hartert, 1906 - fiscal codalunga
- Lanius dorsalis Cabanis, 1878 - fiscal delle Taita
- Lanius somalicus Hartlaub & Heuglin, 1859 - fiscal somalo
- Lanius humeralis Stanley, 1814 - fiscal settentrionale
- Lanius collaris Linnaeus, 1766 - fiscal comune
- Lanius newtoni Bocage, 1891 - fiscal di São Tomé
- Lanius senator Linnaeus, 1758 - averla capirossa
- Lanius nubicus Liechtenstein, 1823 - averla mascherata

La tassonomia del genere rimane ancora poco chiara: mentre alcuni taxon precedentemente considerati sottospecie sono stati elevati al rango di specie a sé (come l'averla codirossa, l'averla settentrionale, l'averla iberica o il fiscal settentrionale), in futuro potrebbe avvenire nuovamente la stessa cosa (ad esempio con l'averla gigante tibetana). Alcuni autori riterrebbero il fiscal codalunga molto distante dalle altre specie, addirittura al punto di rendere il genere parafiletico e ritenerne più corretta l'assegnazione a un genere a parte.

Nell'ambito della famiglia Laniidae, il genere forma un clade assieme ai taxa fratelli Urolestes e Corvinella.

## Le averle nella cultura di massa
- In dialetto romagnolo, i piccoli dell'averla vengono detti farlotti (cfr. la poesia di Giovanni Pascoli Il nido dei farlotti nella raccolta Canti di Castelvecchio).  A pag. X della prefazione alla raccolta Primi Poemetti  Giovanni Pascoli usa il termine verlette per indicare questi uccelli.
- Questo Passeriforme è protagonista della poesia Il fanciullo e l'averla di Umberto Saba, che lo usa come simbolo di un desiderio appagato e quindi presto dimenticato.
- L'averla viene citata in un episodio del famoso manga e anime Hunter × Hunter in merito alla sua singolare peculiarità di infilzare le prede dopo la cattura in spine.
- Nella serie animata Le avventure del bosco piccolo è presente nel settimo e nell'ottavo episodio, nei quali infilza dei topolini sulle spine di un rovo e viene nominato come "Uccello macellaio".
- Nel racconto Il male minore (Mniejsze zło) dello scrittore fantasy polacco Andrzej Sapkowski un personaggio, la principessa Renfri, viene soprannominata Averla per la sua abitudine di impalare i nemici sconfitti.
- Nel pluripremiato romanzo fantascientifico Hyperion di Dan Simmons, una delle figure di maggiore importanza è lo Shrike (nome inglese dell'averla), un essere semi-divino che cattura esseri umani e li infilza su un altissimo albero di spine chiamato "albero della redenzione".
- Nel primo episodio della serie TV Hannibal si fa riferimento all'abitudine di questi uccelli di infilzare le sue prede sui rovi, motivo per il quale la stampa locale soprannomina un assassino "L'averla del Minnesota".
- Italo Calvino, ne Il visconte dimezzato, fa tagliare in due un'averla alla metà malvagia del visconte Medardo.
- È presente in una poesia dell’Antologia di Spoon River di Edgar Lee Masters, Thomas Ross junior: l’averla impala la rondine su una spina.
- Nel romanzo La morte è il mio mestiere (Fair Warning, 2020) di Michael Connelly «l'Averla» (The Shrike) è il soprannome di un serial killer e stalker che dà la caccia alle donne, selezionandole sulla base dei loro dati genetici, per poi ucciderle spezzando loro il collo tramite dislocazione atlanto-occipitale (detta anche decapitazione ortopedica o decapitazione interna).